# UNDOF

UNDOF 부대 배치 상황 (2014년)

UNDOF(United Nations Disengagement Observer Force)는 1973년 욤키푸르 전쟁 이후 이스라엘과 시리아 간의 정전 협정을 유지하는 임무를 맡은 유엔 평화유지군이다.
1974년 5월 31일 유엔 안전 보장 이사회 결의 제350호에 따라, 즉각적인 교전 중지를 촉구한 결의 제350호와 결의 제242호의 이행을 위해 창설되었다. 이 결의안은 이스라엘군과 시리아군이 교전을 중지하고 골란 고원에서 군대를 철수하기로 서명한 휴전 협정이 맺어진 같은 날에 통과되었다.
1974년 이래로 UNDOF는 양측의 전적인 협조 하에 기능을 수행해 왔으며 6개월마다 위임이 갱신되었다. 유엔 휴전 감독 기구(UNTSO)와 UNDOF는 특정한 완충 구역에서 활동하며 휴전 협정의 이행을 계속 감독하고 있다. 오랫동안 이스라엘-시리아 휴전선의 상황은 비교적 평화롭게 유지되었으나 시리아 내전 동안 이 완충 지대에서 쿠네이트라주 충돌(2012~2014)이 발생하여 감시군 기여 국가들이 임무를 재고하고 철수하여 병력이 재편되는 일이 있었다.

## 같이 보기
- 골란 고원
- 비무장 지대